# Walter Gieseking
Walter Wilhelm Gieseking (Lyon, 5 november 1895 – Londen, 26 oktober 1956) was een Duitse pianist. Hij wordt algemeen als een van de grootste pianisten van de 20ste eeuw beschouwd. Zijn vertolkingen van Debussy en Ravel muntten uit door een weergaloze ongeëvenaarde verfijning en transparantie.

## Levensloop
Het gezin Gieseking verhuisde in 1911 naar Hannover, waar de begaafde 16-jarige jongen piano-onderricht kreeg van de bekende pedagoog Karl Leimer. Op 20-jarige leeftijd gaf hij al in een serie van zes recitals een integrale uitvoering van alle Beethovensonates. Na de Eerste Wereldoorlog vestigde Gieseking zijn naam definitief als solist en als pedagoog. Op 35-jarige leeftijd was hij wereldberoemd en een van de meest gevraagde solisten ter wereld. In 1938 zat hij in de jury van het eerste pianoconcours van de Koningin Elisabethwedstrijd in Brussel. Hij gaf les op het conservatorium in Saarbrücken en vormde vele leerlingen waaronder Dean Elder, Stewart Gordon en Werner Haas.
Zijn lespraktijk was gestoeld op de methode van Karl Leimer. Als vertolker was hij veelzijdig, zijn oeuvre omvat werken van Bach tot en met Poulenc en Szymanowski, maar de meeste affiniteit had hij met de Franse impressionisten en met J.S. Bach. Bach voerde hij consequent uit op een vleugel zonder het rechterpedaal te gebruiken. Gieseking begon een recital altijd met een werk van Bach, zo veel mogelijk in een originele uitvoering. De enige transcripties van Bachwerken die hij speelde waren die van Busoni en Liszt en de bewerking Jesu bleibet meine Freude uit de Cantate nr.147 van Myra Hess.
In december 1955 liep Gieseking een hoofdletsel op bij een busongeluk nabij Stuttgart, waarbij zijn vrouw omkwam. Zijn laatste opnameproject, oktober 1956, was de volledige cyclus van de Beethoven pianosonates. Gieseking werd echter plotseling ziek in Londen, tijdens het opnemen van de "Pastorale" Sonate in D, sonata No. 15 voor HMV. Hij had de eerste drie delen voltooid en zou de volgende dag het laatste deel opnemen, maar stierf een paar dagen later aan de gevolgen van een acute alvleesklierontsteking. Gieseking heeft een autobiografie geschreven getiteld: So wurde ich Pianist, uitgegeven door Brockhaus in Wiesbaden, 1963. Hij geeft in zijn biografie een uitvoerige beschrijving over zijn interpretaties van verschillende stijlen. Een kenmerkende uitspraak van hem was: “Als ik een dag niet gestudeerd heb, merk ik het aan mijn spel, als ik twee dagen niet gestudeerd heb, hoort mijn vrouw het en als ik drie dagen niet gestudeerd heb, hoort mijn publiek het. Ik studeer daarom elke dag.”
Gieseking schreef zelf enkele stukken voor piano waaronder een kwintet voor blazers en piano; drie dansimprovisaties voor piano; een sonatine voor fluit en piano en een paar liederen. Tijdens zijn leven is zijn muziek zelden of nooit uitgevoerd.
Gieseking was ook een lepidopteroloog. Zijn enorme verzameling vlinders is door zijn dochters aan het museum in Wiesbaden geschonken.

## Verhouding tot deNazi’s
Tijdens de Tweede Wereldoorlog bleef Gieseking in Duitsland wonen, terwijl hij bleef optreden in Europa. Hij werd beschuldigd van collaboratie met de nazi-partij en werd hiervoor bekritiseerd door pianisten Vladimir Horowitz en Arthur Rubinstein. Horowitz noemt Gieseking in het boek Evenings with Horowitz een 'aanhanger van de nazi's' en Rubinstein beweert in zijn boek My Many Years dat Gieseking in een gesprek met hem zei "Ik ben een toegewijde nazi. Hitler redt ons land”. Gieseking trad op voor nazi-culturele organisaties zoals de NS Kulturgemeinde en "sprak de wens uit om voor de Führer te spelen". Samen met een aantal andere Duitse kunstenaars stond Gieseking tijdens de eerste naoorlogse periode op de zwarte lijst. In januari 1947 werd hij van de lijst gehaald door de Amerikaanse militaire regering waardoor hij zijn carrière kon hervatten. Zijn Amerikaanse tournee, die gepland was voor januari 1949, werd geannuleerd vanwege protesten van de Joodse Anti-Defamation League en het American Veterans Committee. Het was de enige tournee die geannuleerd werd. Gieseking bleef in veel andere landen spelen en in 1953 keerde hij uiteindelijk terug naar de Verenigde Staten. In Carnegie Hall speelde hij voor een uitverkocht huis.

## Leimer-Gieseking methode
De techniek van Gieseking was gebaseerd op de methode ontwikkeld door Karl Leimer en verder uitgebreid door hemzelf. Kenmerken van deze methode zijn o.a.:
- Ontspanning (ontspanning van de spieren),
- Geheugentraining door het leren van de bladmuziek zonder instrument,
- Training van het gehoor door maximale concentratie tijdens het studeren,
- Vermijden van het onvoorwaardelijk vasthouden aan de notatie,
- Onderarm en pols recht,
- Elleboog van het lichaam af,
- Bovenarm gefixeerd,
- Vingers waarmee je speelt gefixeerd en die waarmee je niet speelt ontspannen op de toetsen houden,
- Voeten recht achter de pedalen.

De methode kreeg veel navolging op de diverse conservatoria in Nederland gedurende de jaren 50 en 60 van de vorige eeuw.

## Historische opnames
In 2012 bracht EMI een cd-cassette uit met het complete piano oeuvre van Debussy gespeeld door Walter Gieseking. Het is een remastering van de oude analoge opnames uit de jaren 50 door vier technici van de Abbey Road Studio’s in Londen, Simon Gibson, Ian Jones, Andy Walter en Allan Ramsay.
In 2017 bracht DG een cd-cassette uit met het pianowerk van Johann Sebastian Bach gespeeld door Walter Gieseking. Het is een remastering van de oude analoge opnames die Gieseking voor Deutsche Grammophon maakte in de studio van Radio Saarbrücken tussen 24 januari en 5 juni 1950 (naar aanleiding van Bach’s 200ste sterfdag) vaak op een niet perfect gestemde studio Steinway-vleugel, in de avond, want overdag gaf hij les op het conservatorium, en altijd in aanwezigheid van zijn studenten, want zonder publiek kon hij niet spelen.

## Referentielijst
1. ↑  Morrison, Bryce. (1995), Debussy, The Complete Works for Piano. EMI Records, London
2. ↑  Kater, Michael S.,(1997), The Twisted Muse : musicians and the music in the Third Reich . Oxford
3. ↑  Latino, Frank R. (2017), Walter Gieseking plays Bach: The 1950 Bicentenary Recordings, Deutsche Grammophon GmbH. Berlijn